# Lutzomyia arthuri
Lutzomyia arthuri är en tvåvingeart som först beskrevs av Fonseca F. 1936.  Lutzomyia arthuri ingår i släktet Lutzomyia och familjen fjärilsmyggor. Inga underarter finns listade i Catalogue of Life.